# Pseudostrecke
Pseudostrecke oder Pseudoentfernung bezeichnet die erste Näherung der Distanz zwischen einem Sender und einem Empfänger aus der Laufzeit des Funksignals. Pseudo (falsch, unecht), weil wegen des großen Faktors Lichtgeschwindigkeit (300 Meter pro Mikrosekunde) schon kleine Uhrenfehler dazu führen, dass die Pseudostrecken als direktes Maß für die Entfernung unbrauchbar werden.
Wenn Pseudostrecken zu zwei Sendern, z. B. Navigationssatelliten, gemessen werden und der Uhrenfehler dem Empfänger zugeordnet werden kann, weil die Sender genauere Uhren haben und sich untereinander synchronisieren, dann misst man effektiv eine Entfernungsdifferenz, die bei bekannten Positionen der Sender die Position des Empfängers auf eine Hyperbel festlegt, siehe Hyperbelnavigation.
Zur Möglichkeit, den Uhrenfehler zu eliminieren, siehe z. B. den Artikel GPS-Technologie. Das herstellerunabhängige Austauschformat für GPS-Pseudostrecken heißt RINEX.